# Indicatif régional 626

Carte de l'État de Californie avec les territoires de ses indicatifs régionaux. L'indicatif régional 626 est en rouge.

L'indicatif régional 626 est l'un des multiples indicatifs téléphoniques régionaux de l'État de Californie aux États-Unis.
Cet indicatif dessert la vallée de San Gabriel et les banlieues est de Los Angeles. Plus précisément, il dessert les villes de Pasadena, El Monte et West Covina.
La carte ci-contre indique en rouge le territoire couvert par l'indicatif 626.
L'indicatif régional 626 fait partie du Plan de numérotation nord-américain.